# Freycinetia undulata
Freycinetia undulata är en enhjärtbladig växtart som beskrevs av Elmer Drew Merrill och Lily May Perry. Freycinetia undulata ingår i släktet Freycinetia och familjen Pandanaceae. Inga underarter finns listade.